# Lycus sanguinipennis
Lycus sanguinipennis är en skalbaggsart som beskrevs av Thomas Say 1823. Lycus sanguinipennis ingår i släktet Lycus och familjen rödvingebaggar. Inga underarter finns listade i Catalogue of Life.